# Даяки
Дая́ки (малай. Dayak «язичник») — група австронезійських народів, корінне населення острову Калімантан.

## Територія проживання, чисельність і субетнічне членування
Даяки є автохтонами Калімантану і розселені по всьому острову, адміністративно належачи як до Індонезії, так і до Малайзії та Брунею.
Селяться у річкових долинах внутрішньої частини острова, а також частково на узбережжі малайзійського штату Саравак у гирлах річок Кахаян і Капуас.
Через важкодоступність територій проживання даяків, а відтак слабке вивчення, відсутня задовільна наукова класифікація даяків, точні і вивірені дані про їх етнографію та чисельність. Оціночно, за даними 1988 року, налічувалося бл. 3,5 млн даяків. 
Етнонім даяки — типовий екзонім, який означає в перекладі з малайської «чужинець, паганець», без жодного вичленування окремих груп. Насправді, даяки — це величезна кількість племен (понад 400, як великих, так і малих), які наразі часто штучно об'єднуються в єдину етнічну спільноту.
В залежності від мовної спорідненості і господарської та культурно-побутової близькості прийнято виділяти від 6 до 18 великих даяцьких груп:
- кадазани
- ібани (ібанги)
- кедаяни
- клемантани
- каяни
- кенья
- нґаджу
- келабіти
- пунани  тощо

## Виноски
1. ↑  Кузнецов А.І. «Даяки», стаття в Народы мира. Историко-этнографический справочник., М., 1988, стор. 153-154 (рос.)